# Vakuumtunnel
Ein Vakuumtunnel bezeichnet einen Tunnel, in dem durch Herauspumpen von Luft ein geringer Luftdruck herrscht, also ein zumindest angenähertes Vakuum.

## Anwendung in der Praxis
Würden in einem Vakuumtunnel Fahrzeuge bewegt, ist bei gleichem Energieaufwand eine höhere Geschwindigkeit möglich, da der Luftwiderstand, der quadratisch mit der Geschwindigkeit wächst, geringer wäre. Ebenso wären nicht die großen Röhrendurchmesser momentaner Hochgeschwindigkeitseisenbahntunnel erforderlich, die benötigt werden, um die verdrängte Luft nicht nur vor dem Zug herzuschieben.
Es wurden noch keine praktischen Anwendungen dieses Konzeptes umgesetzt. Überlegt wurde, es in Kombination mit Magnetschwebetechnik für die Swissmetro zu verwenden.

## Konzept zur Umsetzung
Hyperloop ist ein Konzept, bei dem versucht wird, eine auf Luftpolstern schwebende Bahn innerhalb eines Vakuumtunnels zu befördern. Elon Musk, der bereits durch Tesla und SpaceX bekannt ist, hat im Jahr 2013 ein White Paper veröffentlicht, in dem er das Projekt vorstellt und seine Ideen zur Umsetzung erläutert. Hyperloop One  war ein Unternehmen, das sich unter anderem mit der praktischen Umsetzung des Hyperloop-Konzepts befasste. Ende 2023 wurde das Unternehmen aufgrund fehlender Aufträge geschlossen.